# Vidourle

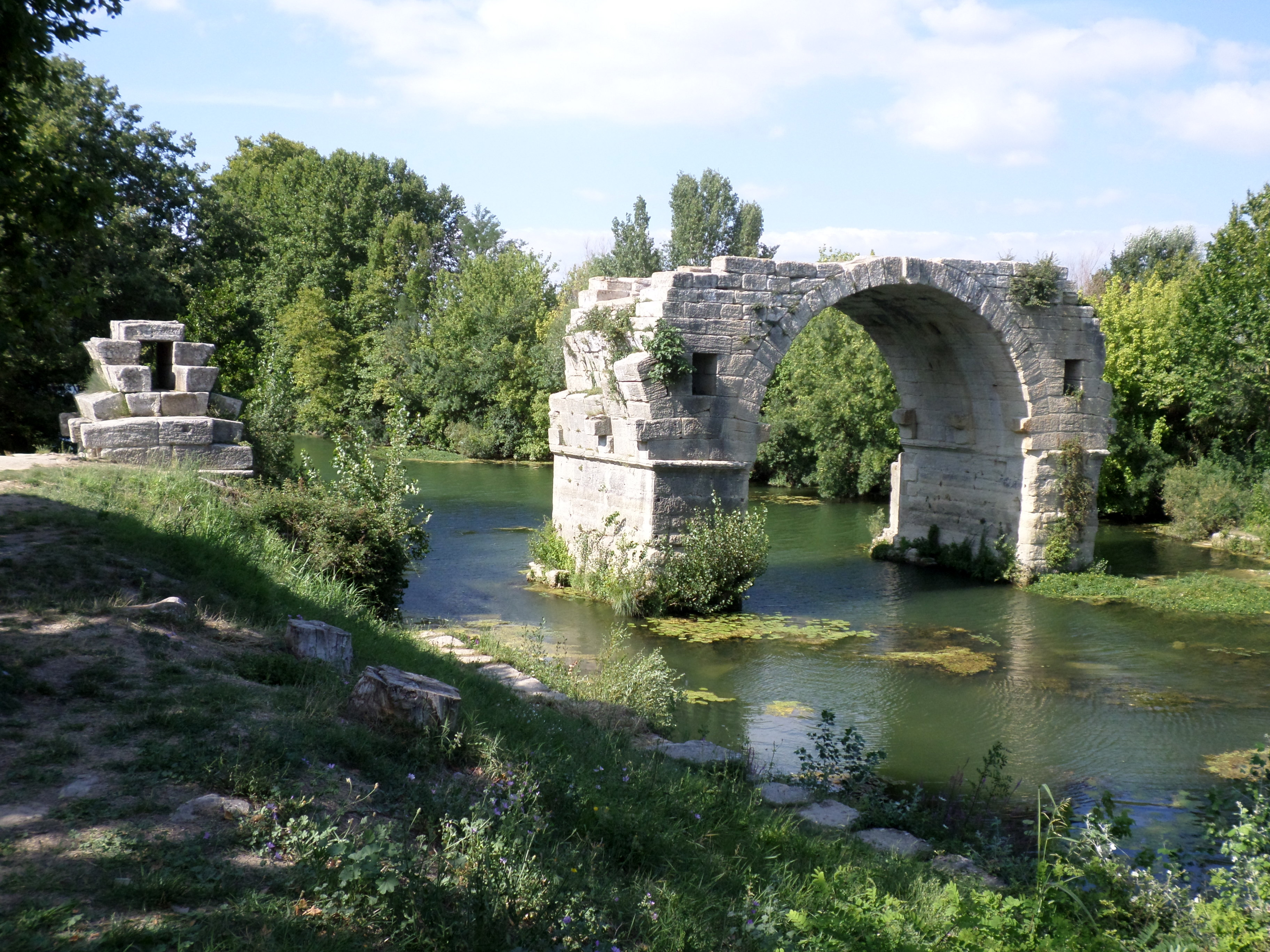
Pont Ambroix bei Villetelle

Der Vidourle [viduʁl] (okzitanisch Vidorle) ist ein Küstenfluss im Süden Frankreichs, der in der Region Okzitanien verläuft. Auf seinem Weg durchquert der Vidourle das Département Gard und bildet über weite Strecken die Grenze zum benachbarten Département Hérault.

## Verlauf
Der Quellbach des Vidourle (Ruisseau de Frégère) entspringt in den südöstlichen Ausläufern der Cevennen, den Montagne de la Fage, im Gemeindegebiet von Saint-Roman-de-Codières. Der Vidourle entwässert generell in südöstlicher Richtung, erreicht in seinem Unterlauf die Camargue, kreuzt westlich von Aigues-Mortes den Schifffahrtskanal Canal du Rhône à Sète und mündet nach rund 95 Kilometern bei Le Grau-du-Roi in das Mittelmeer. Kurz vor seiner Mündung wird er noch Teil des Meereskanals von Aigues-Mortes ins Mittelmeer.

## Orte am Fluss
- Saint-Roman-de-Codières
- Saint-Hippolyte-du-Fort
- Sauve
- Quissac
- Sommières
- Boisseron
- Villetelle
- Gallargues-le-Montueux
- Lunel
- Marsillargues
- Saint-Laurent-d’Aigouze
- Le Grau-du-Roi

## Hydrologie
Der Fluss ist im Sommer meist fast ausgetrocknet; die Abflussmenge geht auf 3 m³/s zurück. Nach lang anhaltenden oder heftigen Regenfällen kommt es jedoch zu sogenannten ‚Vidourladen‘ (franz.: les vidourlades) mit Abflussmengen von etwa 1500 m³/s. Dabei sind die Städte Quissac und Sommières in den Jahren 1575, 1684, 1689, 1723, 1745, 1812, 1858, 1891, 1907, 1933, 1958 und 2002 stark beschädigt worden.
Der Vidourle hat von jeher Schwierigkeiten mit dem Erreichen des Mittelmeeres; lange Zeit verlor er sich in einem Sumpf bei Saint-Laurent-d’Aigouze. Dann mündete er im 19. Jahrhundert im See von Mauguio. Heute führen ihn künstliche Mündungsarme bis zum Mittelmeer.

## Sehenswürdigkeiten
Im Ort Sommières sind noch 7 Pfeiler einer Römerbrücke über den Fluss erhalten; das Brückenprofil wurde jedoch 19. Jahrhundert abgeflacht. Bei Villetelle überquerte die Römerstraße der Via Domitia den Fluss; einziger Überrest ist der Bogen des antiken Pont Ambroix beim römischen Oppidum von Ambrussium.

## Sonstiges
Nach Ansicht einiger Sprachforscher bildet der Vidourle und nicht die Rhone die Grenze zwischen der provençalischen Sprache im Osten und der Languedokischen Sprache im Westen.